# Hvozdečko
Hvozdečko (dříve též Vozdečko) je malá vesnice, část obce Bouzov v okrese Olomouc. Nachází se 3 km na východ od Bouzova. V roce 2009 zde bylo evidováno 44 adres. V roce 2001 zde trvale žilo 123 obyvatel.
Hvozdečko je také název katastrálního území o rozloze 2,34 km2.

## Historie
První písemná zmínka o obci pochází z roku 1382. Další je z roku 1408, kdy bylo panství i s vesnicí prodáno Bočkovi z Kunštátu a Poděbrad. Od roku 1560 je Hvozdečko spravováno ze statku v Červené Lhotě. Roku 1695 se majitelem panství stal František Josef Filip, hrabě z Hodic, který panství o čtyři roky později prodal řádu německých rytířů.

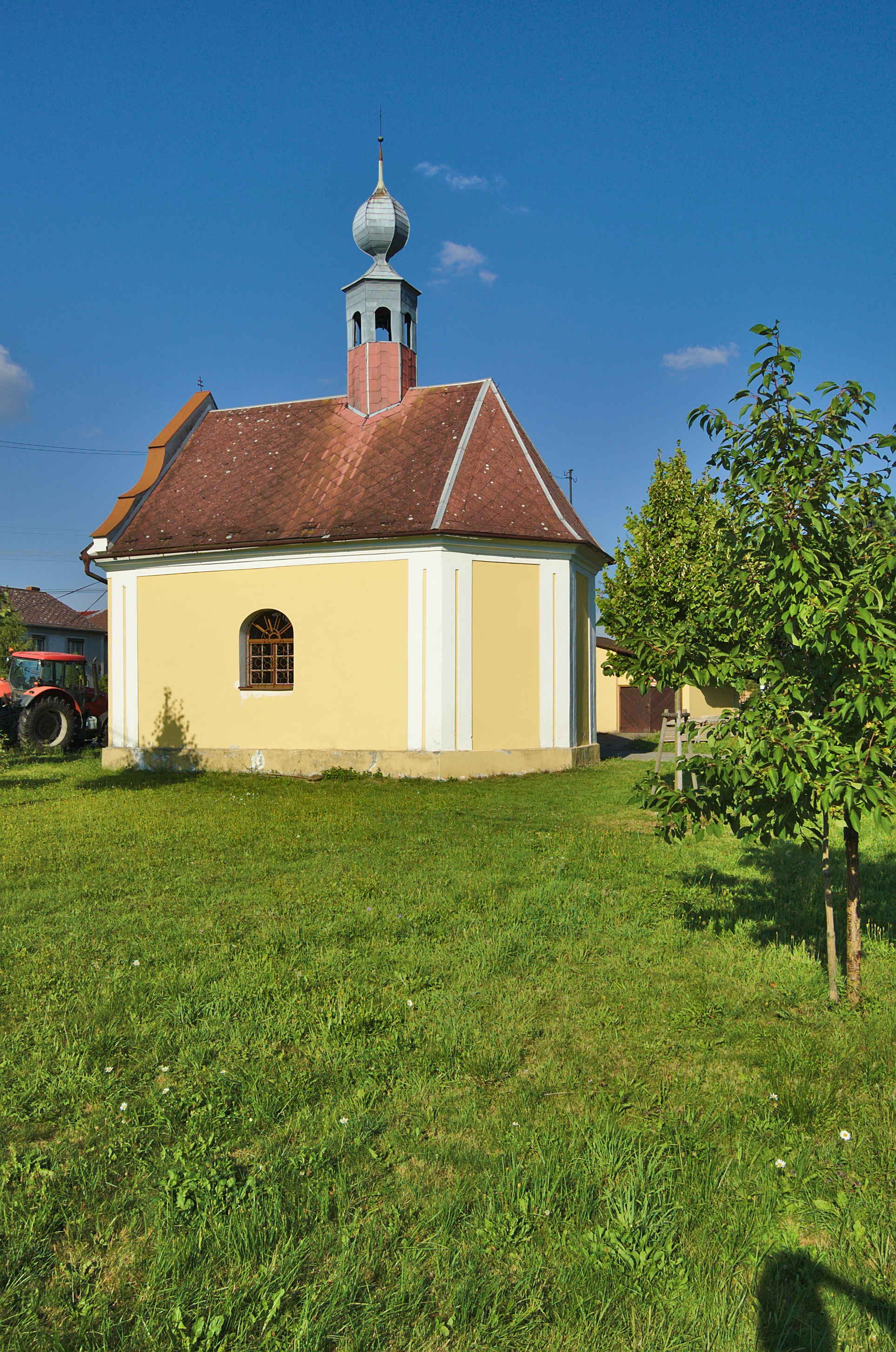
Kaple Nejsvětější Trojice

Obec byla tradičně zemědělskou, obyvatelstvo si přilepšovalo lesnickými pracemi. Ve vesnici se nacházel panský dvůr, do roku 1870 zde byla výrobna kolomazi.
Roku 1802 byla v obci otevřena škola, od roku 1868 samostatná.
V polovině 19. století měla obec 189 obyvatel.

## Obyvatelstvo

### Struktura
Vývoj počtu obyvatel za celou obec i  za jeho jednotlivé části uvádí tabulka níže, ve které se zobrazuje i příslušnost jednotlivých částí k obci či následné odtržení. 
| Místní části   | Místní části   | 1869 | 1880 | 1890 | 1900 | 1910 | 1921 | 1930 | 1950 | 1961 | 1970 | 1980 | 1991 | 2001 | 2011 |
| -------------- | -------------- | ---- | ---- | ---- | ---- | ---- | ---- | ---- | ---- | ---- | ---- | ---- | ---- | ---- | ---- |
| Počet obyvatel | část Hvozdečko | 196  | 241  | 195  | 202  | 203  | 201  | 182  | 144  | 142  | 141  | 145  | 133  | 123  | 124  |
| Počet domů     | část Hvozdečko | 30   | 30   | 32   | 33   | 34   | 34   | 35   | 39   | -    | 38   | 39   | 40   | 37   | 38   |

## Památky
- Kaple Nejsvětější Trojice z roku 1833 na místě původní dřevěné kaple[7]
- Kříž na návsi z roku 1826
- Kříž na východním okraji vesnice z roku 1857
- Boží muka naproti bývalé škole[7]

## Fotogalerie

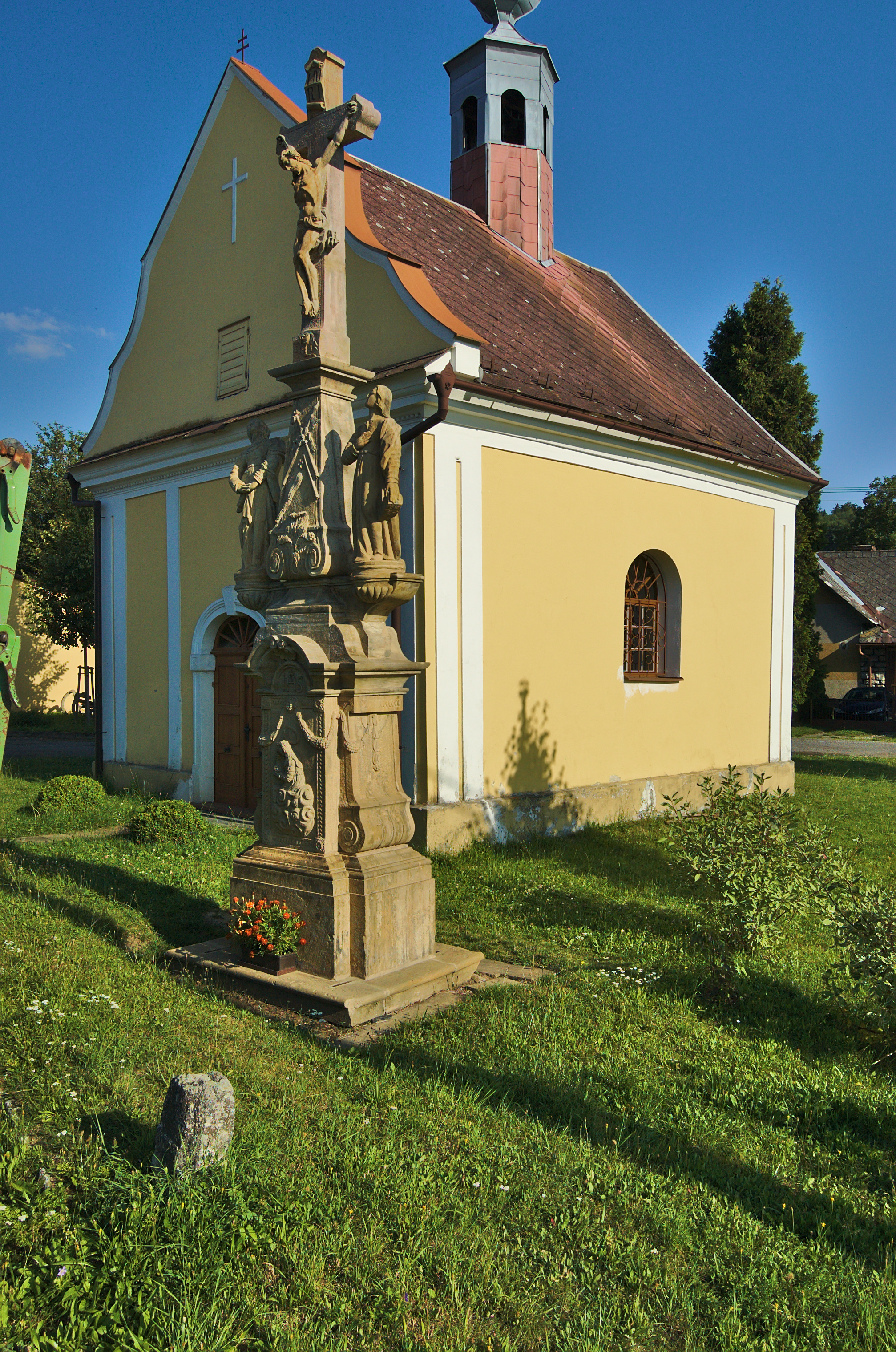
Kříž před kaplí Nejsvětější Trojice
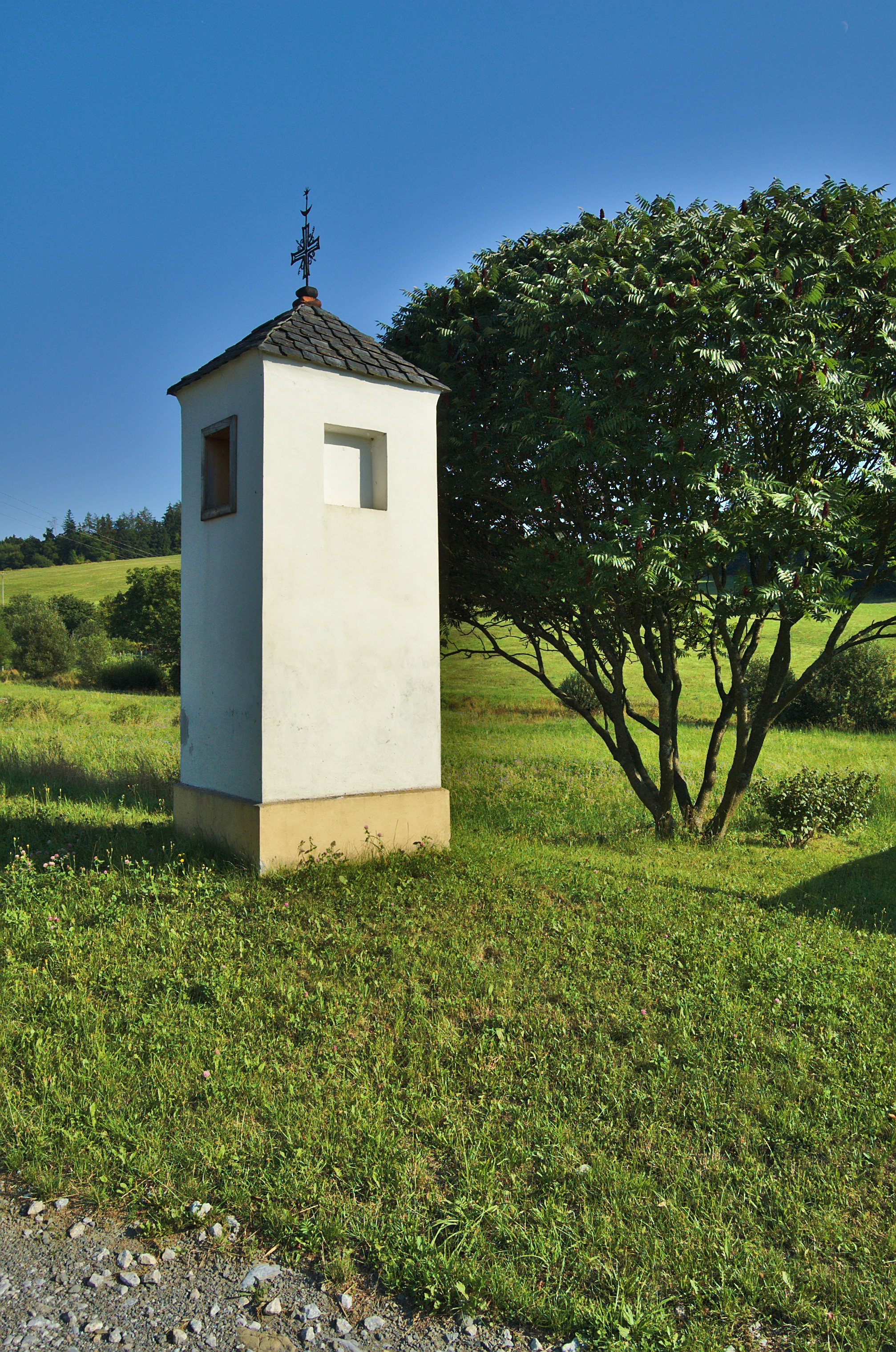
Boží muka na konci vsi u silnice na Bouzov
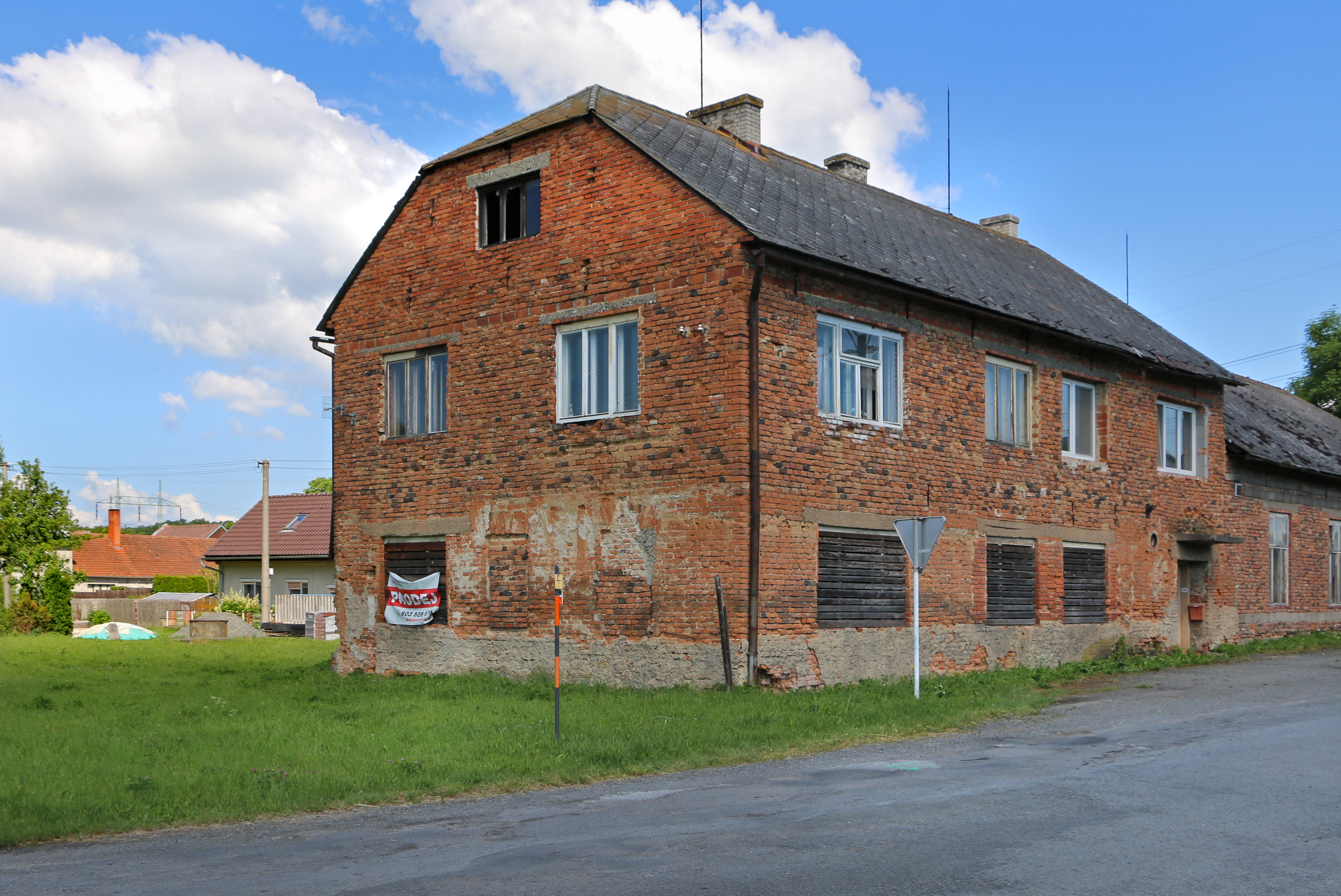
Dům čp. 1